# Manuel De Iriondo
Manuel Ignacio De Iriondo, né à Santa Fe le 6 mai 1993,  est un footballeur argentin qui évolue comme milieu de terrain à l'Ethnikos Achna.

## Carrière

### Formation
Manuel De Iriondo commence le football dans son club de quartier, le club de Quilla puis rejoint ensuite le club de Gimnasia. À 17 ans, il quitte sa ville de Sante Fe et rejoint le centre de formation de l’Atlético Santa Rafaela.

### Professionnel
Il commence sa carrière professionnelle en Argentine en intégrant peu à peu l'effectif professionnel de l’Atlético Santa Rafaela en deuxième division.
Le 29 juillet 2021, Manuel De Iriondo signe un contrat de deux ans avec le club de Ligue 2 du Grenoble Foot 38,,.